# 5inui haebyeong
Pour plus de détails, voir Fiche technique et Distribution.
5inui haebyeong (hangeul : 오인의 해병 ; hanja : 五人의 海兵 ; RR : Oinui haebyeong ; MR : Oinŭi haebyŏng ; litt. « Marine d'Oin ») est un film sud-coréen réalisé par Kim Ki-duk, sorti en 1961.
Il s'agit du premier long métrage du réalisateur et d'une adaptation du roman de Park Gye-ju.

## Synopsis
Oh Deok-su sert dans la Marine de la république de Corée sous les ordres de son père Oh Seok-man. Un jour, le plus jeune soldat de la compagnie, aimé de tous, es tué lors d'une mission de reconnaissance, ce qui provoque la colère de ses compagnons d'arme.

## Fiche technique
Sauf indication contraire ou complémentaire, les informations mentionnées dans cette section peuvent être confirmées par la base de données KMDb
- Titre original : 오인의 해병, Oinui haebyeong
- Titre international : 5 Marines
- Réalisation : Kim Ki-duk
- Scénario : Yoo Han-Cheol
- Musique : Kim Yong-hwan
- Direction artistique : Park Seok-in
- Photographie : Lee Seong-chun
- Montage : Kim Ki-duk
- Production : Cha Tae-jin
- Société de production : Geuk Dong Enterprises Co., Ltd
- Société de distribution : Geuk Dong Entertainment
- Pays d'origine :  Corée du Sud
- Langue originale : coréen
- Format : noir et blanc
- Genre : guerre
- Durée : 118 minutes
- Date de sortie : 
  - Corée du Sud : 20 octobre 1961

## Distribution
Sauf indication contraire ou complémentaire, les informations mentionnées dans cette section peuvent être confirmées par la base de données KMDb
- Shin Yeong-gyun
- Choi Moo-ryong
- Hwang Hae
- Park Nou-sik

## Analyse
Hankyoreh estime que le film s'inscrit dans l'idéologie du roman national anticommuniste d'après guerre.